# Alliance Witan
Alliance Witan ist ein britischer Finanzdienstleister und Investmentgesellschaft mit Sitz in Dundee. Der Trust investiert hauptsächlich in globale Aktien aus verschiedenen Sektoren und Branchen. Die Gesellschaft kann von Zeit zu Zeit auch in festverzinsliche Wertpapiere, wandelbare Wertpapiere und andere Vermögenswerte investieren. Willis Towers Watson fungiert als Anlageverwalter für die Gesellschaft. Sie ist an der Londoner Börse notiert und im Aktienindex FTSE 250 Index gelistet.
Im Februar 2024 beliefen sich die verwalteten Mittel auf insgesamt 3,802 Mrd. Pfund.

## Geschichte
Die Alliance Trust PLC wurde durch den Zusammenschluss von drei Hypotheken- und Landunternehmen mit Sitz in Dundee im Jahr 1888 gegründet, um Landwirten mit Migrationshintergrund im Nordwesten der Vereinigten Staaten Kredite zu gewähren: der Dundee Investment Company, der Dundee Mortgage and Trust Investment Company und dem Oregon and Washington Trust.

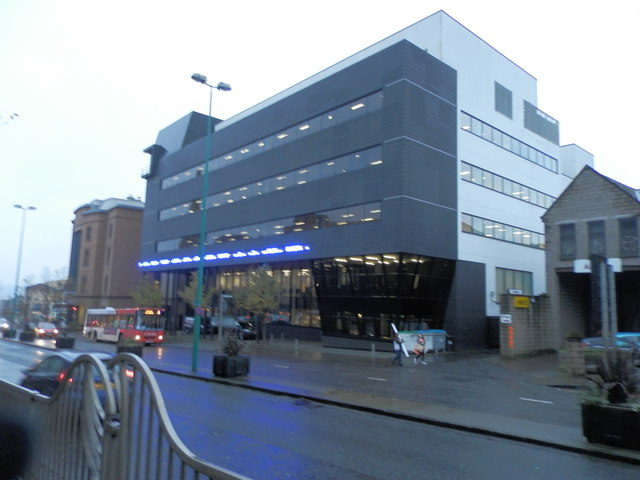
Hauptsitz von Alliance Witan in Dundee

Eine Gruppe von Geschäftsleuten aus Dundee, die ihr Vermögen in der Juteproduktion gemacht hatten, gründete 1873 ein Unternehmen, um Landwirten mit Migrationshintergrund in Oregon Geld zu leihen. Dies war das erste von mehreren Land- und Hypothekenunternehmen in Dundee. Ursprünglich als Hawaiian Investment and Agency Company bezeichnet, hatte sich dieses Unternehmen auf das Hypothekengeschäft für Zuckerpflanzer auf den Hawaii-Inseln spezialisiert. Anschließend wurde es in Amerika auf Hypothekarkredite ausgeweitet. Drei der Land- und Hypothekenunternehmen in Dundee, nämlich der Dundee Mortgage and Trust, die Dundee Investment Company und der Oregon and Washington Trust (der von Dundee aus betrieben wurde), bildeten 1888 zusammen den The Alliance Trust. Von ihren Wurzeln an, als sie Landwirten und Zuckerpflanzern Geld verliehen, investierten sie zunächst in US-Eisenbahnanleihen, Mineralrechte und festverzinsliche Wertpapiere.
1923 wurde die Hawaiian Investment Company in The Second Alliance Trust umbenannt. Die Unterlagen besagen, dass die beiden Trusts zusammengeführt werden sollten, wenn „die Zeit reif ist“. Damals waren die Investmentgesellschaften sehr unterschiedlich und die formelle Fusion der beiden Unternehmen fand nicht statt. In den 20 Jahren nach dem Zweiten Weltkrieg gab es weltweit einen bemerkenswerten Anstieg der Aktienmärkte, und The Alliance Trust war gut positioniert, um daran teilzunehmen. Der festverzinsliche Anteil der verwalteten Vermögenswerte wurde von 60 % im Jahr 1946 auf unter 5 % Mitte der 1960er Jahre gesenkt. Beteiligungen wurden in neue und expandierende Branchen im In- und Ausland getätigt.
1986 wurde Alliance Trust Savings gegründet, um die Herausforderungen zu bewältigen, die sich aus radikalen Veränderungen in der britischen Sparkassenbranche ergaben, und um Privatinvestoren einen kosteneffizienten Weg in die Trusts zu bieten. Alliance Trust Savings hatte im Jahr 2007 rund 44.000 Kunden mit einem Vermögen von 4,8 Mrd. GBP.
Im Jahre 2006 stimmten bei einer außerordentlichen Hauptversammlung am 10. Mai die Aktionäre des Alliance Trust und des Second Alliance Trust für die Fusion zu einem Trust, der als Alliance Trust bezeichnet wird. Im Oktober 2024 wurde eine Umfirmierung zu Alliance Witan beschlossen. Dies geschah im Nachgang einer Fusion mit Witan Investment Trust plc im Juni desselben Jahres.